# Histoire du vélo
L'histoire du vélo commence au XIXe siècle.

## Premières innovations
Pendant de nombreuses années, l'invention du vélo s’est produit au XVe siècle, avec un croquis rudimentaire attribué à Léonard de Vinci dans le Codex Atlantique, mais il s'agissait d'un canular.
En 1645, le Français Jean Théson fabrique et chevauche un véhicule à deux roues qu'il propulsa avec ses pieds et nommé célérifère.
En 1799, les inventeurs Blanchard et Masurier ont mis au point le vélocipède, qui peut considéré comme un précurseur du vélo.

## XIXesiècle
Le premier vélo considéré comme tel est conçu et construit par l'Allemand Karl Christian Ludwig Drais von Sauerbronn en 1817.
En 1839, Kirkpatrick Macmillan développe un système de direction plus manœuvrable que le prototype de Karl Christian Ludwig Drais von Sauerbronn et incorpore des pédales au vélo.
Le grand-bi est inventé par James Starley.
En 1865, la michaudine est produite.